# Карьков, Дмитрий Анатольевич
Дмитрий Анатольевич Карьков (род. 10 июня 1966, Москва, СССР) — советский и российский футболист. Играл на позиции защитника и полузащитника.

## Карьера
Воспитанник московского «Спартака». Начинал карьеру в горьковскую «Волге». В 1985—1987 годах играл за вологодское «Динамо». В 1988 году перешёл в «Асмарал», который после распада СССР получил право выступать в Высшей российской лиге. В высшей лиге единственный матч провёл 1 марта 1992 года против «Зенита» (4:2), выйдя на 73-й минуте вместо Андрея Новгородова. С 1992 по 1993 годы выступал за фарм-клубы «Асмарала» «Пресня», «Карелия» и кисловодский «Асмарал». В июне 1993 года подписал контракт с миасском «Торпедо». В 1995 году выступал за московскую «Смену». Завершил карьеру в 1996 году в щёлковском «Спартаке».

## Достижения
- Победитель зоны «Центр» Второй лиги: 1991
- Победитель 5-й зоны Второй низшей лиги: 1990